# Carl Schuhmann
Carl Schuhmann (12 de mayo de 1869 - 24 de marzo de 1946) fue un deportista alemán, nacido en Münster y ganador de cuatro medallas de oro en gimnasia y lucha grecorromana en los Juegos Olímpicos de Atenas de 1896. También compitió en la modalidad de halterofilia.
Schuhmann, el cual era miembro del Berliner Turnerschaft, fue uno de los competidores del exitoso equipo alemán de gimnasia que ganó las competiciones de barra fija y barras paralelas. Además de estas dos medallas colectivas Schuhmann consiguió ganar la competición de salto de potro. También participó en barras paralelas, barra fija, potro con aros y anillos sin lograr ningún metal. 

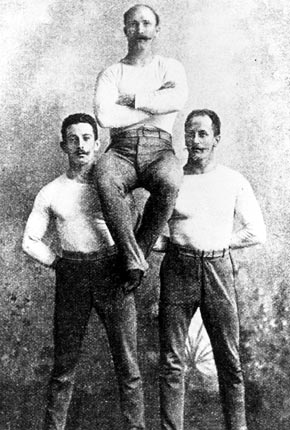
Los gimnastas alemanes, de izquierda a derecha: Alfred Flatow, Schuhmann y Hermann Weingärtner.

Fuera de la gimnasia, Schuhmann participó y ganó la competición de lucha grecorromana a pesar de ser más delgado y pequeño que la mayoría de sus contrincantes. En la primera ronda se enfrentó con al luchador Launceston Elliot de Reino Unido de Gran Bretaña e Irlanda, ganador en la modalidad de halterofilia en los Juegos Olímpicos de 1896, venciéndole fácilmente. En la final su oponente fue el griego Georgios Tsitas, el combate duró 40 minutos antes de que los jueces determinaran que había demasiada oscuridad para continuar y se pospuso. La mañana siguiente Schuhmann acabó rápidamente con el combate y se proclamó ganador de la medalla de oro.
También participó en la competición de halterofilia pero no consiguió llegar al podio, obtuvo una cuarta posición consiguiendo levantar 90 kg. Schuhmann también fue uno de los nueve atletas que compitieron en el salto de longitud. La única información conocida al respecto es que su posición final no fue entre los cuatro primeros clasificados. En la modalidad de triple salto obtuvo la quinta posición y en lanzamiento de peso acabó entre los tres últimos clasificados.

## Palmarés
- Medalla de oro en los Juegos Olímpicos de Atenas (1896) en salto de potro
- Medalla de oro en los Juegos Olímpicos de Atenas (1896) en lucha grecorromana
- Medalla de oro por equipos en los Juegos Olímpicos de Atenas (1896) en barras paralelas
- Medalla de oro por equipos en los Juegos Olímpicos de Atenas (1896) en barra fija